# نیجو یوشیموتو
نیجو یوشیموتو ((به ژاپنی: 二条 良基 Nijō Yoshimoto); ۱ ژانویهٔ ۱۳۲۰ – ۱۶ ژوئیهٔ ۱۳۸۸) شاعر، و نویسنده اهل ژاپن بود.